# Ник Ривијера
Никoлас "Ник" Ривијера (енгл. Nicоlas "Nick" Riviera) је измишљени лик у анимираној ТВ серији Симпсонови. Глас му је позајмио Хенк Азарија.